# François Letellier (informaticien)
Pour les articles homonymes, voir François Letellier et Letellier.
 (mai 2018).
François Letellier est un informaticien français du mouvement du logiciel libre ou open source et a contribué à des projets comme PERL/Comprehensive Perl Archive Network.
Il défend l’idée que les  logiciels libres et les Logiciels Open source sont un moyen essentiel de l’innovation pour l’industrie du logiciel. Il a aussi pris position au sujet des brevets de logiciels.

## Carrière
François Letellier a été CEO de ObjectWeb, de 2003 à 2006 à l’INRIA. Il a introduit le concept de  "troisième génération" des organisations open-source, pour décrire des organisations à but non lucratif comme la Fondation Eclipse, la Mozilla Foundation, ObjectWeb et les autres. Le concept est similaire à celui de "OSS 2.0".
Il a été consultant sur les business models de l’Open source, la stratégie, la gestion de communautés, et l’Innovation ouverte. Il a siégé au conseil d'administration d'OW2 (communauté pour le développement de middleware open source), dont il est un des membres fondateurs, de 2007 à 2012. Il siège aussi au conseil d'administration d'ACONIT (association pour la création d'un musée de l'informatique) depuis 2010.
En 2011 et 2012, F. Letellier a dirigé le cluster Edit (depuis renommé le Clust’R Numérique), le cluster des sociétés de logiciel de la région Rhône-Alpes. En 2015, il rejoint l'école d'ingénieurs Télécom Saint-Etienne comme directeur du développement.
Depuis 2012, il dirige le projet CERVIN - Centre de Ressources Virtuelles sur l'Innovation Numérique. Le projet CERVIN a pour ambition de "contribuer à l’acculturation du plus grand nombre, toutes générations confondues, à l’informatique et aux disciplines associées".

## La3egénérationde l’Open Source
Dans ses conférences publiques et ses publications, F. Letellier décrit les 3 époques de l’open source:
- 1G : La première génération (avant 1990) était formée d’individus à connexion lâche.
- 2G : la deuxième génération est apparue avec le Www et fut celle des communautés à grande échelle fédérée par des associations d’individus (par exemple la Fondation Apache Software).
- 3G :  la troisième génération (à partir de 2000) est l’époque des "meta-organisations"[13], c'est-à-dire l’association d’entités légales. Le but n’est pas de collaborer sur des projets ponctuels mais de mettre en place des collaborations interprojets. Comme les parties en contact ne sont plus des individus mais des entités légales, il faut un modèle de gouvernance qui ne soit plus basé sur la seule méritocracie.

Ces différentes époques de l'open source illustrent l'évolution de ce mouvement, passant d'individus travaillant de manière informelle à des communautés organisées à grande échelle, puis à des collaborations interprojets impliquant des entités légales. Cette vision éclaire l'importance de développer des structures et des modèles de gouvernance adaptés à chaque génération pour favoriser le succès et la durabilité de l'open source.